# Brevipalpus abiesae
Brevipalpus abiesae är en spindeldjursart som beskrevs av Baker och James P. Tuttle 1987. Brevipalpus abiesae ingår i släktet Brevipalpus och familjen Tenuipalpidae. Inga underarter finns listade.